# Gibou M. Jagne
Gibou Momodou Jagne, teils auch Gibril M. Jagne (* vor 1950; † 12. August 2021) war ein gambischer Politiker.

## Leben
| Parlamentswahl | Stimmen | Stimmanteil |
| -------------- | ------- | ----------- |
| 1966           | 1.553   | 68,23 %     |
| 1972           | 1.479   | 54,10 %     |

| Parlamentswahl | Stimmen | Stimmanteil |
| -------------- | ------- | ----------- |
| 1977           | 2.737   | 51,92 %     |
| 1982           | 2.534   | 40,40 %     |
| 1987           | 4.154   | 47,39 %     |
| 1992           | 2.795   | 40,36 %     |
| 1997           | 2.795   | 40,36 %     |

Gibou M. Jagne trat als Kandidat der United Party (UP) bei den Parlamentswahlen in Gambia 1966 für den Repräsentantenhaus im Wahlkreis Serekunda und gewann ihn gegen seinen Gegenkandidaten Howsoon O. Semega-Janneh von der People’s Progressive Party (PPP). Jagne verteidigte den Wahlkreis bei den Parlamentswahlen 1972 gegen den Kandidaten Omar A. Jallow (PPP). Zu den Parlamentswahlen 1977 wurde der Wahlkreis in Wahlkreis Serekunda East und Wahlkreis Serekunda West geteilt, Jallow gewann weiterhin als Kandidat der PPP diesmal den östlichen Teil des ehemaligen Wahlkreises und Jagne war im westlichen Teil gegen Abdoulie A. N’Jie (PPP) erfolgreicher Gewinner des Wahlkreises. Jagne trat bei dieser Wahl als Kandidat der neu gegründeten National Convention Party (NCP) an und wurde ein enger Verbündeter ihres Führers Sheriff Mustapha Dibba. 1981 wurde Gibou Jagne nach dem Putschversuch von Kukoi Samba Sanyang zusammen mit dem NCP-Führer Dibba inhaftiert. Beide bestritten und verloren ihre Sitze in den Wahlkreisen Serekunda West bzw. Central Baddibu, während sie 1982 noch inhaftiert waren. Bei den folgenden Wahlen, den Parlamentswahlen 1982, unterlag Jagne seinen Gegenkandidaten N’Jie und verlor den Wahlkreis, den er aber sich bei den Parlamentswahlen 1987 zurückholte. Erneut verlor er den Wahlkreis bei den Parlamentswahlen 1992 an N’Jie und konnte ihn auch bei den Parlamentswahlen 1997 als Kandidat der United Democratic Party (UDP) gegen den Gegenkandidaten Sulayman Joof von der Alliance for Patriotic Reorientation and Construction (APRC) nicht gewinnen. Das war auch die letzte Wahl bei der Jagne antrat, er verbrachte seine späteren Jahre hauptsächlich damit, sich zurückzuhalten, blieb aber einer der angesehensten Politiker in Gambia.
Vom 1. November 2007 bis zum 12. Februar 2008 war er als Vorsitzender des Interimsausschusses der Gemeinde Kanifing eingesetzt.
Jagne starb im August 2021.